# Vinko Rosić
Vinko Rosić, född den 22 maj 1941 i Split, död den 9 juni 2006 i Vis, var en kroatisk  vattenpolospelare och jugoslavisk representant. Han tog OS-silver 1964 med Jugoslaviens landslag.
Rosić spelade sju matcher och gjorde fyra mål i den olympiska vattenpoloturneringen i Tokyo där Jugoslavien tog silver.